# Capitool (Washington)
Het Capitool in de wijk Capitol Hill van de Amerikaanse hoofdstad Washington is de zetel van de volksvertegenwoordiging van de Verenigde Staten, de wetgevende macht in de trias politica.
In het Capitool zetelen zowel de Amerikaanse Senaat (vertegenwoordiging van twee senatoren per staat) als het Amerikaanse Huis van Afgevaardigden (evenredige vertegenwoordiging naar grootte van de staat), tezamen het Congres genoemd.
Het Capitool is van het Witte Huis gescheiden door de National Mall, om symbolisch de scheiding met de uitvoerende macht (de president) aan te geven. Het Capitool is een verwijzing naar de staatsmacht van het klassieke Rome, waar de Capitolijn de belangrijkste van de Zeven Heuvelen was en die de tempel van Juno herbergde, die daar over de Romeinse munt waakte.

## Geschiedenis van het gebouw

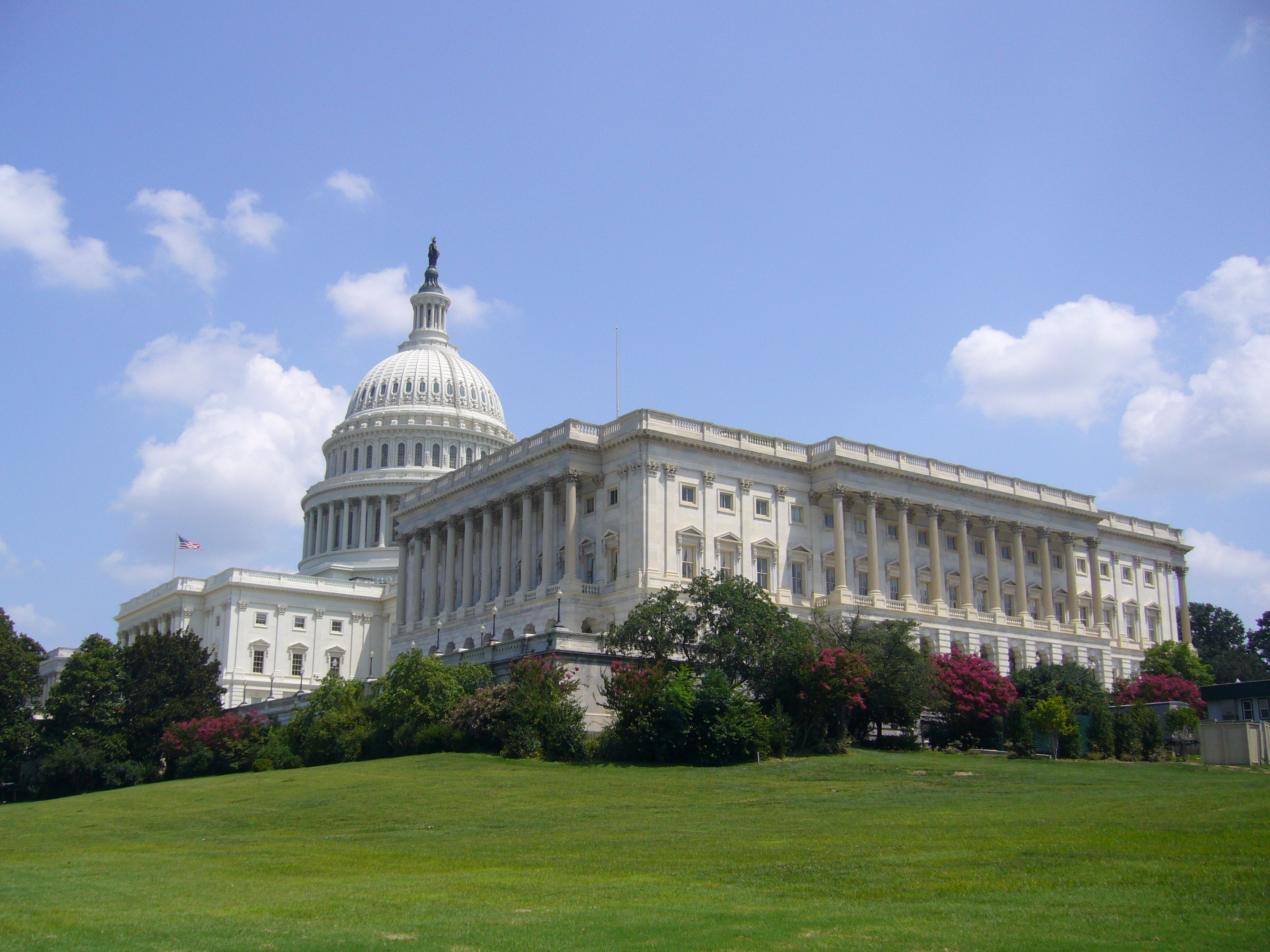
Het Capitool vanuit het zuidwesten

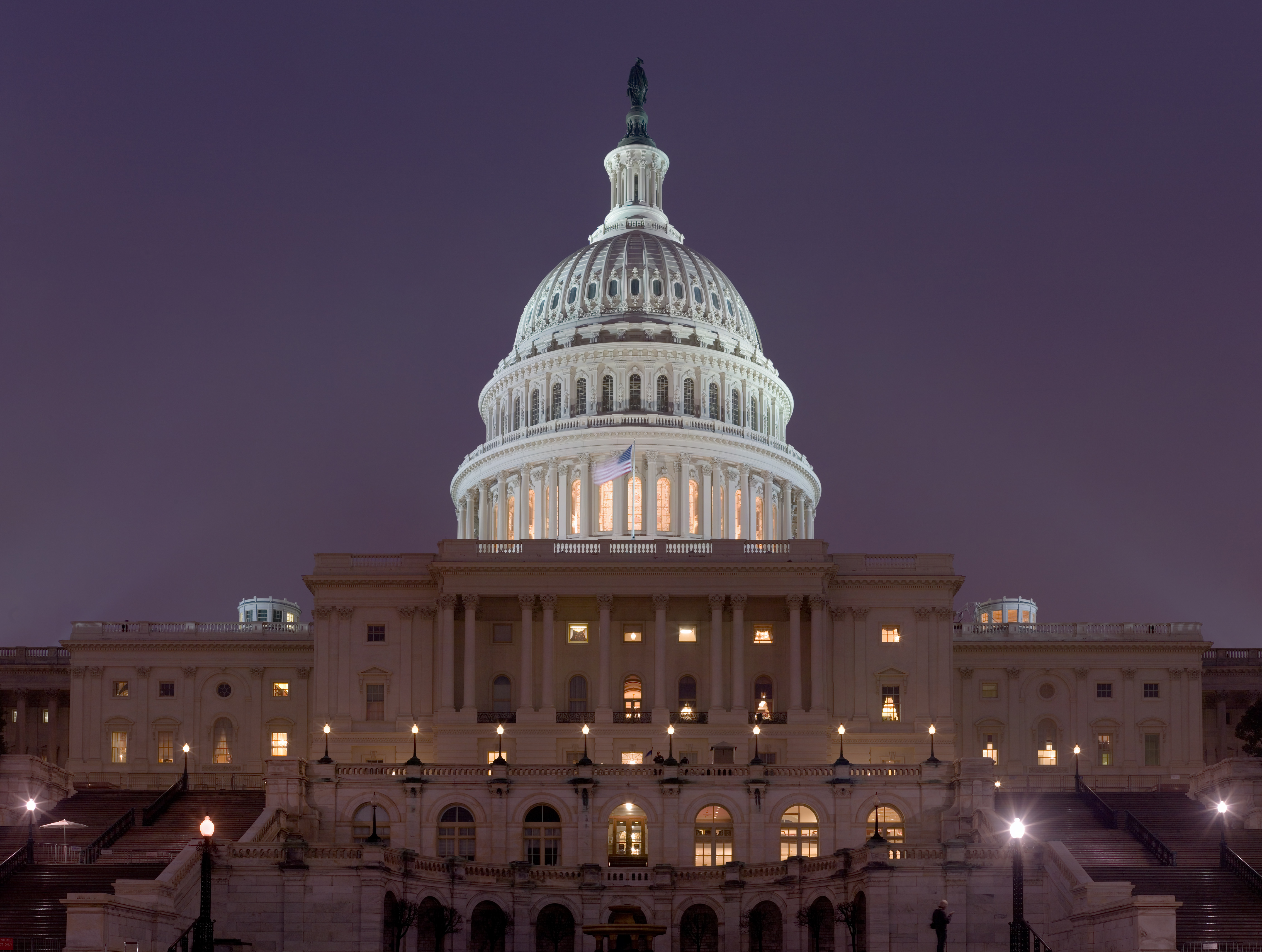
Het Capitool 's nachts

De bouwwerkzaamheden van het Capitool begonnen op 18 september 1793. Met een maçonnieke ceremonie werd door George Washington (gekleed als vrijmetselaar) de hoeksteen van het Capitool gelegd. Bij de bouw lieten de architecten zich veelvuldig inspireren door Romeinse architectuurtypen en (vrijmetselaars)symboliek. Voor de bouw en het hakken en vervoeren van stenen werden slaven gebruikt. Het Senaatsgedeelte werd opgeleverd in 1800, terwijl het Huis van Afgevaardigden-gedeelte pas in 1811 gereed was. Al snel echter werd het Capitool deels verwoest door de Britten gedurende de Oorlog van 1812. Herstelwerkzaamheden begonnen in 1815 en duurden 15 jaar. De herbouw werd geleid door de architect Benjamin Latrobe. In 1850 werd het gebouw nog eens uitgebreid.

### Bestorming van het Capitool in 2021
Op 6 januari 2021 werd het Capitool bestormd door aanhangers van de toenmalige Amerikaanse president Donald Trump. De bestorming vond plaats tijdens de verenigde vergadering van het Congres over de bekrachtiging van de verkiezingswinst van de toen aankomende president Joe Biden. Deze zitting werd afgebroken en de congresleden werden in veiligheid gebracht.

## Details
Opvallend aan het Capitool is dat het in de neoclassicistische stijl gebouwd is. Verdere neoclassicistische bouwwerken in Washington zijn onder meer het Lincoln Memorial en het Witte Huis.
In het Capitool staan bustes van personen die verdienstelijk waren voor de Verenigde Staten, allen Amerikanen met uitzondering van de Belg Pater Damiaan.

## Koepel
Centraal punt is de rotunda van het Capitool, bekroond met een koepel met een diameter van ca. 30 meter. Op de koepelschildering De apotheose van Washington staan onder meer de presidenten Abraham Lincoln en Ulysses S. Grant. Deze gietijzeren koepel is pas in 1863 voltooid en verving een veel kleinere, houten koepel uit 1812.